# Mieczysław Kopycki
Mieczysław Kopycki (ur. 13 marca 1951 w Świebodzicach) – polski piłkarz grający na pozycji obrońcy, mistrz Polski w barwach Śląska Wrocław (1977).

## Kariera sportowa
Jest wychowankiem Victorii Świebodzice. W barwach Śląska Wrocław debiutował w II lidze, w rundzie wiosennej sezonu 1972/1973, zakończonego awansem do ekstraklasy. W ekstraklasie debiutował 8 kwietnia 1973 w spotkaniu z Zagłębiem Wałbrzych. Z wrocławską drużyną zdobył mistrzostwo Polski w sezonie 1976/1977, wicemistrzostwo w 1978 i 1982, brązowy medal w 1975 i 1980, a także Puchar Polski w 1976. Po rundzie jesiennej sezonu 1984/1985 odszedł do Chrobrego Głogów, w którym grał do 1986. Po zakończeniu kariery zawodniczej był trenerem Ślęzy Wrocław
Jest rekordzistą Śląska Wrocław w ilości rozegranych meczów w ekstraklasie (289, strzelił w nich dwie bramki). Łącznie dla wrocławskiego klubu zagrał w 339 spotkaniach.